# Anathallis burzlaffiana
Anathallis burzlaffiana là một loài thực vật có hoa trong họ Lan. Loài này được (Luer & Sijm) Luer mô tả khoa học đầu tiên năm 2009.